# Li-Ann
Lianne van Groen, beter bekend onder haar artiestenaam Li-Ann, (Zaandam, 17 maart 1985) is een Nederlandse zangeres. Li-Ann deed in 2003 mee met het programma Idols. Ze kwam niet verder dan de laatste 27.
Een jaar later deed ze mee naar tv programma Popstars the Rivals. Ze werd derde en kwam daarmee in de meidengroep Raffish.
Na Raffish had ze twee solosingles uitgebracht in België, onder anderen met Regi van Milkinc.
Daarna heeft ze van 2009 tot 2023 gezongen in het 90's-duo Twenty4Seven.

## Loopbaan
Ze zong bij Idols liedjes als "How Come You Don't Call Me" van Prince en "Think Twice" van Céline Dion. Een jaar later kwam er een ander programma, namelijk Popstars: The Rivals. Hier werd een nieuwe meisjesband van vijf meiden gezocht. Lianne kon het niet laten om zich op te geven en kwam bij de laatste tien terecht. Na enkele weken strijden kwam Lianne bij de laatste zes terecht. Lianne werd bij de laatste selectieronde als derde verkozen om deel te mogen nemen aan de nieuwe girlband Raffish.
De vijf meiden scoren enkele hitjes maar willen graag allemaal solo. In februari 2006 werd ook bekendgemaakt dat Raffish uit elkaar ging. Lianne kreeg meteen al de kans om haar solocarrière op te starten in België. Zij doet dit onder de naam "Li-Ann". Het eerste nummer wat ze onder deze naam in België uitbrengt heet "Friday". Li-Ann heeft een tweede single uitgebracht genaamd "Pop the Cherry".
Li-Ann werd in 2009 zangeres van een nieuwe versie van Twenty 4 Seven en in 2010 de enige zangeres van de act.

## Privé
Van Groen heeft sinds 2016 een relatie met rapper/zanger van Twenty4Seven Stacey Seedorf. Samen hebben ze twee kinderen en wonen ze op Curaçao.

## Discografie

### Singles
| Single met eventuele hitnotering(en) in de Nederlandse Top 40 | Datum van verschijnen | Datum van binnenkomst | Hoogste positie | Aantal weken | Opmerkingen                                               |
| ------------------------------------------------------------- | --------------------- | --------------------- | --------------- | ------------ | --------------------------------------------------------- |
| Friday                                                        | 28-04-2006            | -                     |                 |              |                                                           |
| Pop the Cherry                                                | 22-06-2007            | -                     |                 |              | Nr. 95 in de Single Top 100                               |
| The reason                                                    | 2012                  | -                     |                 |              | met Twenty 4 Seven & Stay-C / Nr. 33 in de Single Top 100 |

| Single met hitnotering(en) in de Vlaamse Ultratop 50 | Datum van verschijnen | Datum van binnenkomst | Hoogste positie | Aantal weken | Opmerkingen |
| ---------------------------------------------------- | --------------------- | --------------------- | --------------- | ------------ | ----------- |
| Friday                                               | 2006                  | 20-05-2006            | 23              | 7            |             |